# Hadejia-Nguru
El humedal de Hadejia-Nguru en el norte de Nigeria está catalogado como Humedal de Importancia Internacional por el Convenio de Ramsar. Sus pesquerías son importantes para la economía de la región. Está formado por el río Hadejia y el lago Nguru.
El humedal está englobado en la ecorregión denominada sabana inundada del lago Chad, y rodeado por la sabana sudanesa occidental.
Ante la amenaza de construcción de presas hidráulicas, en 1987 se puso en marcha un importante proyecto de conservación del humedal.